# ラプター (プロレスラー)
ラプター（Raptor）は、アメリカ合衆国出身の男性プロレスラー（覆面レスラー）である。身長170センチメートル、体重90キログラム。日本のプロレス団体であるプロレスリング・ノアに参戦した。

## 略歴
出身地は国名しか分からず、生年月日、本名、経歴等その素性は一切明かされていない謎のマスクマンである。
リングネームは猛禽類を意味し、またアメリカ空軍ステルス戦闘機の異名でもある。マスクやコスチュームもそれをイメージしたデザインとなっている。
猛禽類や戦闘機のような素早さと空中殺法を得意とする。
2007年11月に突如としてプロレスリング・ノアへの参戦が発表されたが、大腿部不詳により来日延期になる。2008年5月に満を持してのノア初参戦・初来日を果たした。

## 得意技
- シューティング・スター・プレス

## 入場テーマ曲
- Mighty Wing